# Maison des lanceurs d'alerte
La Maison des lanceurs d'alerte (MLA) est une association loi de 1901 créée le 22 octobre 2018 par dix-sept organisations (associations et syndicats),, afin d’accompagner les lanceurs d’alerte et d’améliorer leur protection.

## Historique
Dans les années 2000, la fondation Sciences citoyennes apporte son soutien à plusieurs lanceurs d’alerte : Pierre Meneton, Véronique Lapides ou encore Christian Vélot. En parallèle, Transparency International France se saisit de la question dès 2004 et publie plusieurs rapports en vue de faire évoluer la législation en la matière avec l’appui de Nicole Marie Meyer.
Après quelques essais infructueux en 2014-2015, Transparency France et Sciences citoyennes parviennent à constituer un groupe de travail en 2017, après la promulgation de la loi Sapin II sur laquelle ces organisations ont été mobilisées,.
Ce groupe de travail devient alors un comité de pilotage chargé de définir les missions, la structuration juridique, la gouvernance, les modalités d’organisation et de fonctionnement ainsi que la stratégie de financement de la MLA. Sciences Citoyennes assure l’animation et le secrétariat de ce comité de pilotage avec un financement de la Fondation Charles Léopold Mayer,.
L’association est créée le 22 octobre 2018 par 17 organisations membres du comité de pilotage.

### Fondateurs
Les 17 membres fondateurs de la MLA sont Anticor, Attac, BLOOM, Cfdt Cadres, CRIIGEN, Gisti, Greenpeace France, Nothing2Hide, Le Pacte civique, PPLAAF, Réseau Environnement Santé, Sciences citoyennes, Sherpa, Solidaires, Syndicat National des Journalistes, Transparency International France, Ugict-CGT,.
En 2022, Mediapart devient le premier media indépendant à rejoindre la Maison des lanceurs d'alerte.

### Gouvernance
La Maison des lanceurs d'alerte est gérée par un Conseil d'administration composé des membres fondateurs et d’adhérents.

### Inspirations
La Maison des lanceurs d'alerte s’inspire de Protect, anciennement Public Concern At Work (en) au Royaume-Uni, qui articule son activité autour de trois missions : l’accompagnement des lanceurs d’alerte, le plaidoyer et la formation.

## Activités

### Accompagnement des lanceurs d’alerte en France
La Maison des lanceurs d'alerte propose des conseils juridiques aux lanceurs d’alerte pour faire valoir leurs droits, notamment lorsqu’ils font l’objet de représailles. Des psychologues du travail assurent aussi un accompagnement psychologique.
Entre novembre 2018 et septembre 2019, elle a accompagné 70 lanceurs d’alerte dans divers domaines. Deux ans après sa création, elle avait accompagné un peu plus de 200 personnes. Entre 2018 et 2020, 85% étaient employés ou bénévoles au sein de l'organisation incriminée. Parmi les cas signalés, 38 % concernaient la corruption, 19 % les maltraitances, et 17 % la santé, la pollution et les atteintes à l'environnement. Début 2022, elle comptait 316 lanceurs d'alerte soutenus et 473 début 2023.

### Sensibilisation du grand public

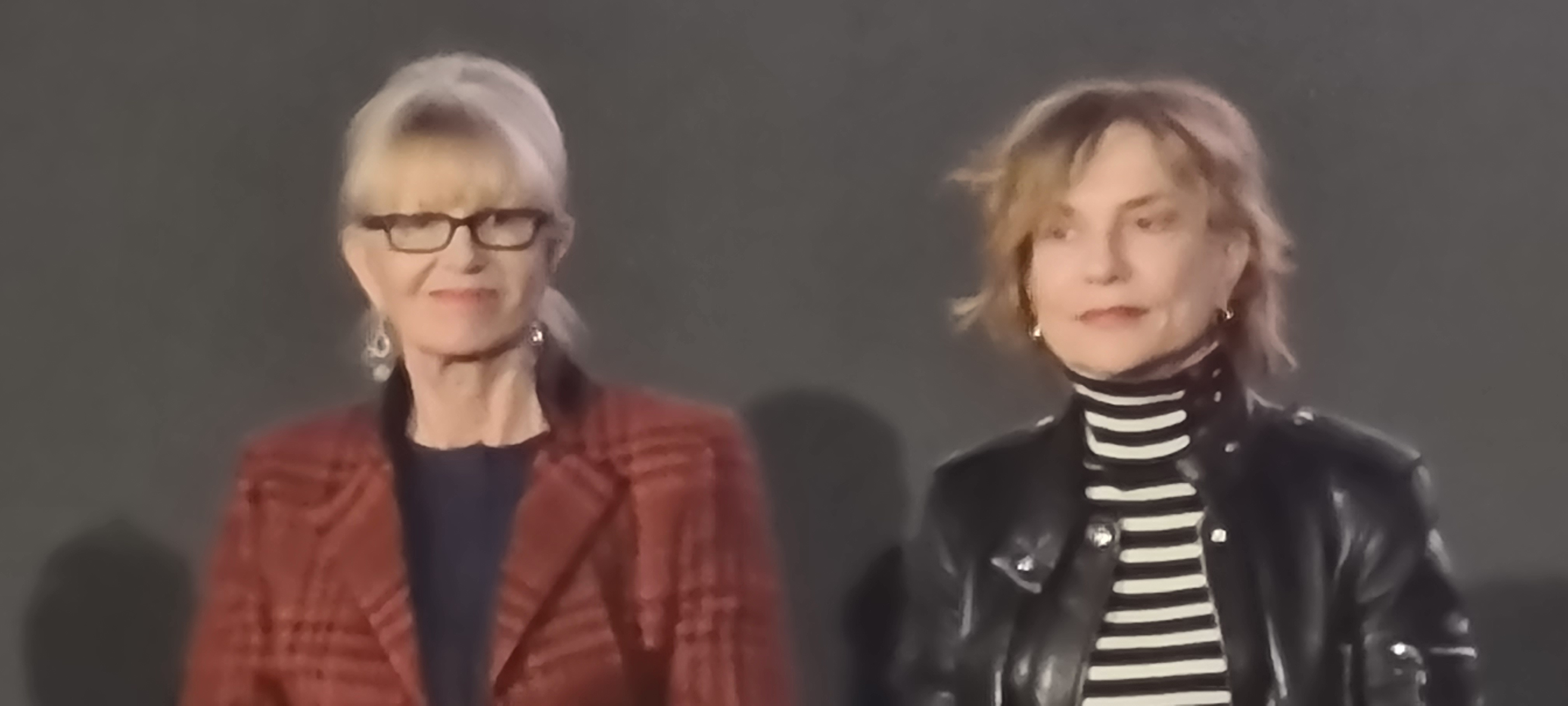
Maureen Kearney et Isabelle Huppert.

A l'occasion de la sortie du film "La Syndicaliste" racontant l'histoire vraie du viol avec actes de barbarie contre Maureen Kearney, secrétaire du comité de groupe d'Areva, incarnée à l'écran par Isabelle Huppert, la Maison des lanceurs d'alerte a participé à un débat sur les thématiques du film, le 1er mars 2023, avec 500 spectateurs invités par la CFDT Cadres et la CFDT Métallurgie.

### Principales affaires

#### Marchés publics de la SNCF
En 2019, la Maison des lanceurs d'alerte accompagne et soutient le lanceur d’alerte Denis Breteau qui a dénoncé des appels d’offres truqués au sein de la SNCF. Le soutien de la Maison des lanceurs d'alerte permet, entre autres critères, à Denis Breteau de se voir reconnaître le statut de lanceur d'alerte. L’entreprise est condamnée pour avoir exercé des représailles (licenciement) à son égard par la cour d'appel de Lyon dans un arrêt du 28 novembre 2019,,. Denis Breteau devient co-président de l'association en janvier 2024.

#### Affaire du SIM37
La Maison des lanceurs d'alerte a apporté son soutien à l'IRASF et à sa coprésidente Caroline Henrion dans le cadre de ses poursuites pour diffamation pour avoir dénoncé l'utilisation du simulateur d'accouchement Sim37.

#### Affaire Dedalus France
La Maison des lanceurs d'alerte a soutenu le lanceur d'alerte qui a révélé en 2020 des failles de sécurité dans des logiciels vendus aux laboratoires d’analyse et autres établissements de santé par l'entreprise Dedalus France,. En avril 2022, la société a été condamnée à 1,5 million d'euros d'amende par la CNIL qui a pointé plusieurs manquements au RGPD et un risque de fuites de données de santé pour près de 500 000 personnes.

#### Affaire du tribunal judiciaire de Paris
En juillet 2020, le media en ligne StreetPress révèle des actes de racisme et de maltraitances dans les cellules du dépôt du tribunal judiciaire de Paris,,, et affirme que ces agissements ont été couverts par l'administration. À la suite de ses révélations, le lanceur d'alerte, le brigadier-chef Amar Benmohamed, est sanctionné à plusieurs reprises : tout d'abord directement après ses révélations (il aurait refusé d'établir un rapport sur les agissements qu'il a dénoncés ce que le policier réfute) puis pour avoir témoigné devant des députés à l'Assemblée nationale à l'invitation de la Maison des lanceurs d'alerte qui le soutient depuis sa prise de parole dans la presse.
En décembre 2022, Amar Benmohamed obtient le soutien du Défenseur des droits, qui reconnait que le policier a été victime de représailles de la part de sa hiérarchie.

#### Malversations financières au sein de l'Université Paris 8
En janvier 2021, Le Parisien révèle des soupçons de malversations financières au sein de l'université Paris-VIII Vincennes-Saint-Denis. En juillet 2021, il annonce le soutien conjoint d'Anticor (qui se constitue partie civile dans l'affaire) et de la Maison des lanceurs d'alerte (qui soutient le lanceur d'alerte). L'affaire paraît également dans Le Monde à la fin de cette même année.

#### Agence de protection des données (Belgique)
En 2022, la Maison des lanceurs d'alerte soutient la directrice de l'APD, Charlotte Dereppe, affirmant au quotidien belge Le Soir que "dans le cas de Charlotte Dereppe et d’Alexandra Jaspar, qui ont dénoncé des faits d’intérêt général, on retrouve tous ces mécanismes de l’alerte".

#### Quantic Dream
La Maison des lanceurs d'alerte a fourni un courrier reconnaissant sa qualité de lanceur d'alerte au salarié de Quantic Dream, ayant dénoncé la création et la diffusion de photomontages visant d'autres salariés par un salarié de l'entreprise, affaire révélée par Médiapart en 2018.

#### Thales - Infiltration à l'ONU
En 2021, Mediapart révélait, documents à l'appui, comment Thales a infiltré, de 2015 à 2017, un des services stratégiques de l’ONU pour l’achat de matériel. Ces révélations mettaient en lumière l’imbrication des intérêts entre l’industrie de l’armement et l’État français. Une enquête du Parquet national financier a été ouverte fin 2020 pour des soupçons de corruption et de trafic d'influence.
Cette affaire a été révélée grâce à une ancienne salariée, lanceuse d'alerte licenciée en mai 2020, qui a demandé l'annulation de son licenciement en référé devant les prud'hommes estimant que Thales aurait violé ses obligations légales de protection des lanceurs d’alerte définies par la loi Sapin 2. Bien qu'elle ait obtenu le soutien du Défenseur des droits, du syndicat UNSA et de la Maison des lanceurs d'alerte, la justice a refusé d’annuler le licenciement en référé (renvoyant l'affaire au juge de fond) en première instance et en appel. La lanceuse d’alerte s’est pourvue en cassation et a obtenu, en février 2023, la casse de la décision de la Cour d'appel de Versailles, la Cour de cassation estimant qu'il appartient bien au juge des référés (et non au juge de fond) de juger du bien-fondé du licenciement,.

### Contentieux
En 2023, la Maison des Lanceurs d'Alerte engage un contentieux devant le Conseil d'État contre l'ACPR pour "excès de pouvoir" en raison du refus de retour d'informations à un lanceur d'alerte qui l'avait saisie.

### Plaidoyer
La Maison des lanceurs d'alerte cherche à faire évoluer la législation en faveur des lanceurs d’alerte. En 2019, elle se mobilise pour faire adopter une directive européenne destinée à améliorer la protection des lanceurs d’alerte dans tous les pays de l’Union européenne. En Octobre 2020, la Commission nationale consultative des droits de l'homme (CNCDH) publie un avis sur la transposition de cette directive, après avoir auditionné la Maison des lanceurs d'alerte. La Défenseure des droits Claire Hédon suit également ses propositions dans son avis du 16 décembre 2020. La Maison des lanceurs d'alerte intervient auprès du Conseil de l'Europe et contribue aux propositions émises par Sylvain Waserman dans son rapport « Améliorer la protection des lanceurs d’alerte partout en Europe ». Ce rapport donne lieu à une recommandation. Elle intervient également auprès de la CEDH dans le cadre de l’affaire Raphaël Halet vs. Luxembourg ou encore auprès de la Commission des lois de l’Assemblée nationale.
Le 20 avril 2021, la revue Contexte Pouvoirs annonce que la Maison des lanceurs d'alerte travaille en concertation avec Sylvain Waserman (Modem) sur deux propositions de loi ordinaire et loi organique. Elle lance en parallèle une mobilisation citoyenne de soutien à cette loi,. Après avoir salué le texte présenté devant l'Assemblée nationale, elle se mobilise contre les propositions formulées par le Sénat, influencées par divers lobbys, dont celui des industries agroalimentaires. Lors de l'entrée en vigueur de la nouvelle loi en septembre 2022, la Maison des lanceurs d'alerte salue des avancées mais remarque des "trous dans la raquette".
En 2021, la Maison des lanceurs d'alerte dépose une porte étroite auprès du Conseil constitutionnel pour soutenir sa saisine sur la loi Sécurité globale, avec l'association L214. Celle-ci porte sur l'amendement déposé par le sénateur Laurent Duplomb et portant à 3 ans de prison et 45 000 € d'amende l'intrusion dans des abattoirs ou des exploitations agricoles, soit un triplement de la peine prévu pour ce type d'actions. Le 20 mai 2021, le Conseil constitutionnel a censuré cette disposition qu'il considère comme un "cavalier législatif".

## Financement
La Maison des lanceurs d'alerte est financée par les cotisations de ses membres (personnes morales et personnes physiques), des dons, des legs ainsi que par des fondations philanthropiques : Fondation Charles Léopold Mayer pour le progrès de l'Homme,,, Open Society Foundation Initiative for Europe, fondation Un Monde par tous.

## Réseaux
La Maison des lanceurs d'alerte est membre du Whistleblower International Network (WIN).
Elle participe au projet de création d’une Maison des médias libres, porté par une soixantaine de médias indépendants, soutenu par la Mairie de Paris qui propose un immeuble à Barbès aux rédactions en décembre 2019.
Elle est partenaire de la clinique du droit de l'Université Paris-Nanterre Euclid.

## Revendications et prises de position
La Maison des lanceurs d'alerte reconnaît la loi Sapin II comme une avancée pour la protection des lanceurs d’alerte mais critique qu’elle n’ait « pas encore de conséquences réelles, ni dans l'opinion publique ni dans les entreprises » et la juge « insuffisante ». Elle revendique un droit plus protecteur, réduisant notamment le nombre de paliers et permettant d’accélérer les procédures judiciaires.
En 2019, à la suite de l’adoption de la directive européenne 2019/1937 du 23 octobre 2019 sur la protection des personnes qui signalent des violations du droit de l’Union, elle appelle le président de la République Emmanuel Macron à aller plus loin que les dispositions prévues par l’Union européenne en élargissant le statut de lanceur d’alerte et de facilitateur aux personnes morales dont les ONG, en renforçant les missions et les moyens du Défenseur des droits, en créant un fonds de soutien abondé par les amendes et en octroyant le droit d’asile aux lanceurs d’alerte étrangers.
Quelques mois après sa création, la Maison des lanceurs d'alerte prend position en faveur de la libération de Julian Assange,.